# Marco Palvetti
Marco Palvetti (Pollena Trocchia, 23 aprile 1988) è un attore italiano.

## Carriera
È noto principalmente per il ruolo del boss camorrista Salvatore Conte, uno dei protagonisti delle prime 2 stagioni della serie TV Gomorra.
Nel 2017 ha partecipato alla sitcom Camera Café ed è stato protagonista del cortometraggio La legge del numero uno. 
L'anno successivo interpreta un boss della camorra nel film TV In punta di piedi. Nel 2021 partecipa alla serie tv Il Commissario Ricciardi interpretando il ruolo di Falco, un agente della polizia segreta fascista.

## Teatro
- Nuda Proprietà, regia di Emanuela Giordano (2014)

## Filmografia parziale

### Cinema
- Il grande sogno, regia di Michele Placido (2009)
- Nati 2 volte, regia di Pierluigi Di Lallo (2019)
- Il caso Pantani - L'omicidio di un campione, regia di Domenico Ciolfi (2020)

### Televisione
- La squadra - serie tv, 1 episodio (2005)
- Gomorra - La serie – serie TV, 8 episodi, regia di Stefano Sollima e Claudio Cupellini (2014-2016)
- La scuola della notte, regia di Alessandro D'Alatri – film TV (2017)
- La legge del numero uno, regia di Alessandro D'Alatri – film TV (2017)
- Camera Café – serie TV, ep. 6x01 (2017)
- In punta di piedi, regia di Alessandro D'Alatri – film TV (2018)
- I Medici - Nel nome della famiglia (Medici: The Magnificent) – serie TV, ep. 3x02 - 3x08 (2019)
- Diavoli (Devils) - serie TV, ep. 1x08 regia di Jan Maria Michelini (2020)
- Il commissario Ricciardi, regia di Alessandro D'Alatri - serie TV (2021-in produzione)
- Unwanted - Ostaggi del mare, regia di Oliver Hirschbiegel – miniserie TV (2023)
- Kostas, regia di Milena Cocozza – serie TV (2024)

### Videoclip
- Cos Cos Cos - Clementino (2015)
- Piove ormai da tre giorni - Modà (2016)